# Adalbus crassicornis
Adalbus crassicornis är en skalbaggsart som beskrevs av Leon Fairmaire och Germain 1859. Adalbus crassicornis ingår i släktet Adalbus och familjen långhorningar. Inga underarter finns listade i Catalogue of Life.